# Palera
Palera è una suddivisione dell'India, classificata come nagar panchayat, di 14.646 abitanti, situata nel distretto di Tikamgarh, nello stato federato del Madhya Pradesh. In base al numero di abitanti la città rientra nella classe IV (da 10.000 a 19.999 persone).

## Geografia fisica
La città è situata a 25° 1' 0 N e 79° 13' 60 E e ha un'altitudine di 245 m s.l.m..

## Società

### Evoluzione demografica
Al censimento del 2001 la popolazione di Palera assommava a 14.646 persone, delle quali 7.760 maschi e 6.886 femmine. I bambini di età inferiore o uguale ai sei anni assommavano a 2.724, dei quali 1.432 maschi e 1.292 femmine. Infine, coloro che erano in grado di saper almeno leggere e scrivere erano 7.598, dei quali 4.795 maschi e 2.803 femmine.